# One City, Nine Towns

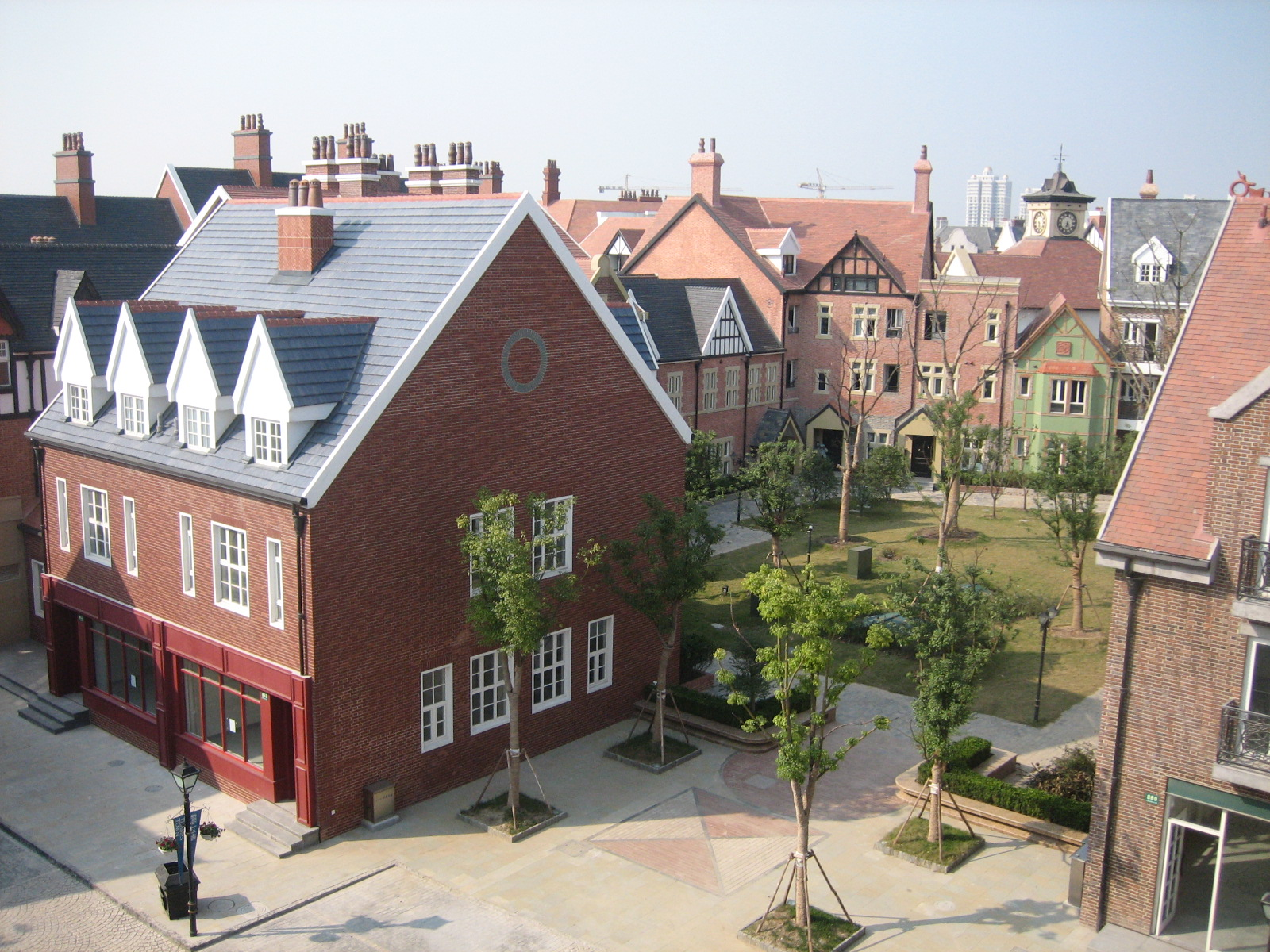
Thames Town, la cittadina a tema britannico

One City, Nine Towns (in italiano "Una città, nove paesi") è il nome del progetto che consiste nella costruzione di nove città satelliti intorno a Shanghai, in Cina, città che sta subendo una elevatissima pressione demografica negli ultimi decenni. Questo fenomeno è causato da un imponente processo di migrazione della popolazione cinese nelle aree urbane.
Il progetto prevede l'edificazione di nove centri urbani, sette dei quali caratterizzati da uno stile che riprende quello di altrettante città occidentali: italiano, inglese, tedesco, olandese, spagnolo, scandinavo e nordamericano. Le restanti due sono invece a tema ecologico l'una e tradizionale cinese l'altra.

## Progettazione
Nell'ambito del processo di decentralizzazione di Shanghai, il piano strategico del 2001 proponeva nove nuovi centri cittadini, dei quali quattro dovevano essere costruiti dal nulla. Secondo un'ottica pubblicitaria i nuovi insediamenti dovevano essere distinti tra di loro e dall'esistente centro cittadino di Shanghai (conosciuto come Shanghai C), a ciascuno di essi venne assegnato un tema cittadino facente riferimento a diverse realtà geografiche. Nacquero così le nuove città di Gaoqiao (Paesi Bassi), Fengcheng (Spagna), Pujiang (Italia), Anting (Germania), Songjiang (Inghilterra), Luodian (Scandinavia), Fengjing (Nordamerica), e Zhoujiajiao (in stile tradizionale cinese). Un ultimo insediamento, Zhoupu (a tema occidentale misto), venne cancellato.

## Gli insediamenti

### Pujiang
La cittadina a tema italiano è nota come Pujiang, ed è situata a sud di Shanghai. Inizialmente doveva ospitare circa 100.000 abitanti.

### Weimar Villagge
La cittadina a tema germanico invece, soprannominata "Weimar village", è costituita intorno ad una struttura e tipologia stradale ispirata a quello di città tedesche. Edifici di tre o quattro livelli a corte interna incorniciano le strade, con spazi destinati ad uso commerciale al pian terreno e alle residenze ai piani superiori. Gli spazi creati ripropongono quelli di cittadine europee con piccole piazze e vicoli collegati al sistema viario pubblico. Nel mezzo dell'insediamento è situata una grande piazza circondata da uffici e da una chiesa; l'insediamento stesso non è una copia diretta di qualcosa di già esistente, ma è ispirato ad un approccio europeo alla progettazione urbana.
Weimar village ha avuto notevoli difficoltà nella vendita, legati al fatto che, secondo la consuetudine europea, per l'appunto, gli edifici fossero orientati ed allineati secondo l'impianto stradale, quando i tipici insediamenti residenziali cinesi presentano, con rarissime eccezioni, edifici costruiti in linee orientate verso sud, separati dalle strade da comparti recintati.

### Thames Town
Thames town, d'altra parte, mantiene un impianto molto più vicino ai canoni cinesi tradizionali. Al suo centro si trova un piccolo villaggio pedonale circondato da quartieri recintati di ville residenziali. Pertanto le strade e la forma urbana non sono assolutamente coerenti con quelle europee, sebbene il villaggio pedonale sia una costituito da edifici meramente copiati da un centro medievale in Gran Bretagna. Questo centro pedonale ricorda quindi più un parco a tema geografico.